# SheBelieves Cup 2017
Navigation
Édition précédente Édition suivante
La SheBelieves Cup 2017  est la deuxième édition de la SheBelieves Cup, un tournoi de football féminin sur invitation qui se déroule aux États-Unis. Il a lieu du 1er au 7 mars 2017.

## Équipes
| Équipe     | Classement FIFA (Décembre 2016) |
| ---------- | ------------------------------- |
| Allemagne  | 2                               |
| Angleterre | 5                               |
| États-Unis | 1                               |
| France     | 3                               |

## Format
Les quatre équipes invitées jouent un tournoi sous le format d'une poule unique.
Les points gagnés dans la phase de poule suivent la formule standard de trois points pour une victoire, un point pour un match nul et zéro points pour une défaite.

## Classement final
| Rang | Équipe     | Pts | J | G | N | P | Bp | Bc | Diff |
| ---- | ---------- | --- | - | - | - | - | -- | -- | ---- |
| 1    | France     | 7   | 3 | 2 | 1 | 0 | 5  | 1  | +4   |
| 2    | Allemagne  | 4   | 3 | 1 | 1 | 1 | 1  | 1  | 0    |
| 3    | Angleterre | 3   | 3 | 1 | 0 | 2 | 2  | 3  | -1   |
| 4    | États-Unis | 3   | 3 | 1 | 0 | 2 | 1  | 4  | -3   |

## Résultats
| 1er mars 2017       | Angleterre | 1 - 2   | France                   | Talen Energy Stadium, Chester Pennsylvanie     |                                                |
| 16 h 00 (UTC−05:00) | Nobbs 32e  | (1 - 0) | 80e Delie · 90+5e Renard | Spectateurs : 8 616 Arbitrage : Melissa Borjas | Spectateurs : 8 616 Arbitrage : Melissa Borjas |
| 16 h 00 (UTC−05:00) | rapport    |         |                          | Spectateurs : 8 616 Arbitrage : Melissa Borjas | Spectateurs : 8 616 Arbitrage : Melissa Borjas |

| 1er mars 2017       | États-Unis   | 1 - 0   | Allemagne | Talen Energy Stadium, Chester Pennsylvanie     |                                                |
| 19 h 00 (UTC−05:00) | Williams 56e | (0 - 0) |           | Spectateurs : 16 318 Arbitrage : Carol Chenard | Spectateurs : 16 318 Arbitrage : Carol Chenard |
| 19 h 00 (UTC−05:00) | rapport      |         |           | Spectateurs : 16 318 Arbitrage : Carol Chenard | Spectateurs : 16 318 Arbitrage : Carol Chenard |

| 4 mars 2017         | France  | 0 - 0   | Allemagne | Red Bull Arena, Harrison, New Jersey       |                                            |
| 14 h 15 (UTC−05:00) |         | (0 - 0) |           | Spectateurs : 10 000 Arbitrage : Karen Abt | Spectateurs : 10 000 Arbitrage : Karen Abt |
| 14 h 15 (UTC−05:00) | rapport |         |           | Spectateurs : 10 000 Arbitrage : Karen Abt | Spectateurs : 10 000 Arbitrage : Karen Abt |

| 4 mars 2017         | États-Unis | 0 - 1   | Angleterre | Red Bull Arena, Harrison, New Jersey                |                                                     |
| 17 h 00 (UTC−05:00) |            | (0 - 0) | 89e White  | Spectateurs : 26 500 Arbitrage : Quetzalli Alvarado | Spectateurs : 26 500 Arbitrage : Quetzalli Alvarado |
| 17 h 00 (UTC−05:00) | rapport    |         |            | Spectateurs : 26 500 Arbitrage : Quetzalli Alvarado | Spectateurs : 26 500 Arbitrage : Quetzalli Alvarado |

| 7 mars 2017         | Allemagne  | 1 - 0   | Angleterre | Robert F. Kennedy Memorial Stadium, Washington, D.C. |                                               |
| 16 h 00 (UTC−05:00) | Mittag 44e | (1 - 0) |            | Spectateurs : 10 000 Arbitrage : Michelle Pye        | Spectateurs : 10 000 Arbitrage : Michelle Pye |
| 16 h 00 (UTC−05:00) | rapport    |         |            | Spectateurs : 10 000 Arbitrage : Michelle Pye        | Spectateurs : 10 000 Arbitrage : Michelle Pye |

| 7 mars 2017         | États-Unis | 0 - 3   | France                              | Robert F. Kennedy Memorial Stadium, Washington (district de Columbia) |                                                        |
| 19 h 00 (UTC−05:00) |            | (0 - 2) | 8e (pen.) 63e Abily · 10e Le Sommer | Spectateurs : 21 638 Arbitrage : Marie-Soleil Beaudoin                | Spectateurs : 21 638 Arbitrage : Marie-Soleil Beaudoin |
| 19 h 00 (UTC−05:00) | rapport    |         |                                     | Spectateurs : 21 638 Arbitrage : Marie-Soleil Beaudoin                | Spectateurs : 21 638 Arbitrage : Marie-Soleil Beaudoin |